# 中山大吾
中山 大吾（なかやま だいご、2月12日 - ）は、日本の男性声優。東京都出身。

## 略歴
声楽や日本舞踊を含む幅広いカリキュラムに惹かれて冬期講座を受けて、81演技研究所17期生として入所。
2011年1月まで81プロデュースに所属していた。

## 人物
趣味・特技は日本舞踊、茶道。

## 出演

### テレビアニメ
- Over Drive（2007年、観客）
- D.Gray-man（2007年、村人B、村人C）
- デルトラクエスト（2007年、憲兵団）
- 流星のロックマン トライブ（2007年 - 2008年、、村人、ディレクター）
- 今日からマ王!（2008年、兵士）
- ゴルゴ13（2008年、オークション参加者）
- まめうしくん（2008年、カメ）
- アキカン!（2009年、男子生徒、犯人、ニュースの声、宅配業者、ライダー）

### ゲーム
- 幻想水滸伝ティアクライス（2008年、ヤディマ、ラバキン、ヨミ）

### BLCD
- カオル・マニアック（若者）
- 男子迷路（大学職員）
- 白衣の悪魔に溺れちゃう?
- ミスター・ロマンチストの恋（教師）

### 吹き替え

#### ドラマ
- リ・ジェネシス4 バイオ犯罪捜査班 #7（2007年）
- ザ・パシフィック（2010年、ラディガー、丘の隊員）

#### アニメ
- ミュータント タートルズ（2007年、レニー、ガーディアン、州兵リーダー）
- 最強武将伝 三国演義（2010年、魏続）

### 特撮
- トミカヒーロー レスキューフォース（2008年、コアストライカー音声、コアストライカーマックス音声、コアセイバー音声、レスキューコマンダー音声）
- トミカヒーロー レスキューフォース 爆裂MOVIE マッハトレインをレスキューせよ!（2008年、コアストライカーマックス音声、コアセイバー音声、レスキューコマンダー音声）
- 爆走!トミカヒーローグランプリ（2008年、コアストライカーマックス音声）
- トミカヒーロー レスキューファイアー（2009年、コアストライカーマックス音声、レスキューコマンダー音声）

### ラジオ
- 東京アニメセンターRADIO（アシスタントパーソナリティ）